# كاميرا رقمية ذات عدسة أحادية عاكسة

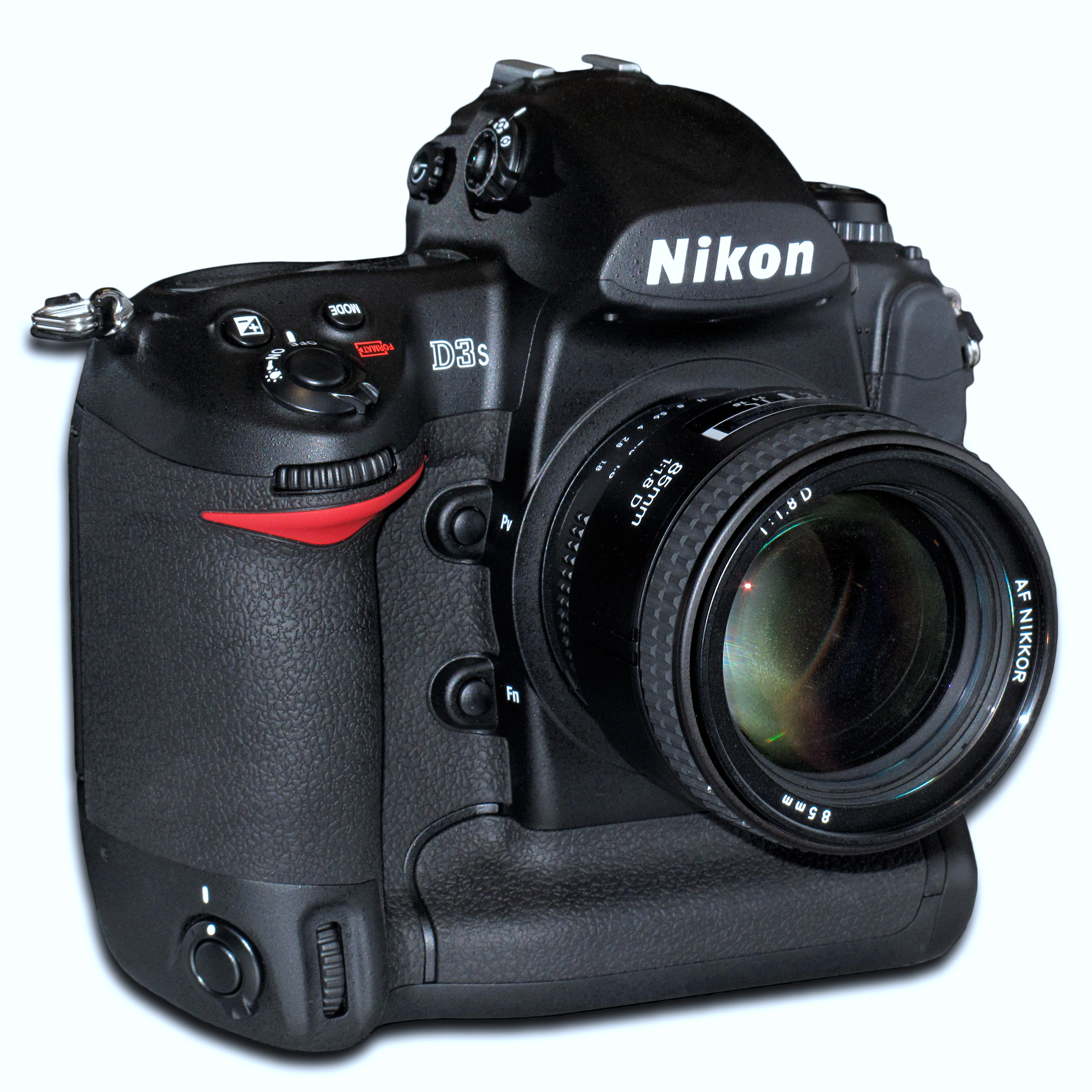
كاميرا تصوير نيكون مثال للكاميرا ذات العدسة الأحادية العاكسة.

آلة التصوير الرقمية ذات العدسة الأحادية العاكسة (بالإنجليزية: Digital Single-Lens Reflex Camera) ويطلق عليها اختصاراً Digital SLR أو DSLR
وهي آلة تصوير تعتمد على أشهار الضوء الصادر من المشهد المراد تصويره بواسطة عدسات على حساس الكاميرا يقوم بتحويل فوتونات الضوء الساقطة على الحساس إلى إشارات رقمية يتم معالجتها وتخزينها على وسط رقمي يمكن من إعادة إنتاج الصورة لاحقا، وتختلف عن الكاميرا المدمجة في نظام المعاينة والالتقاط الميكانيكى.

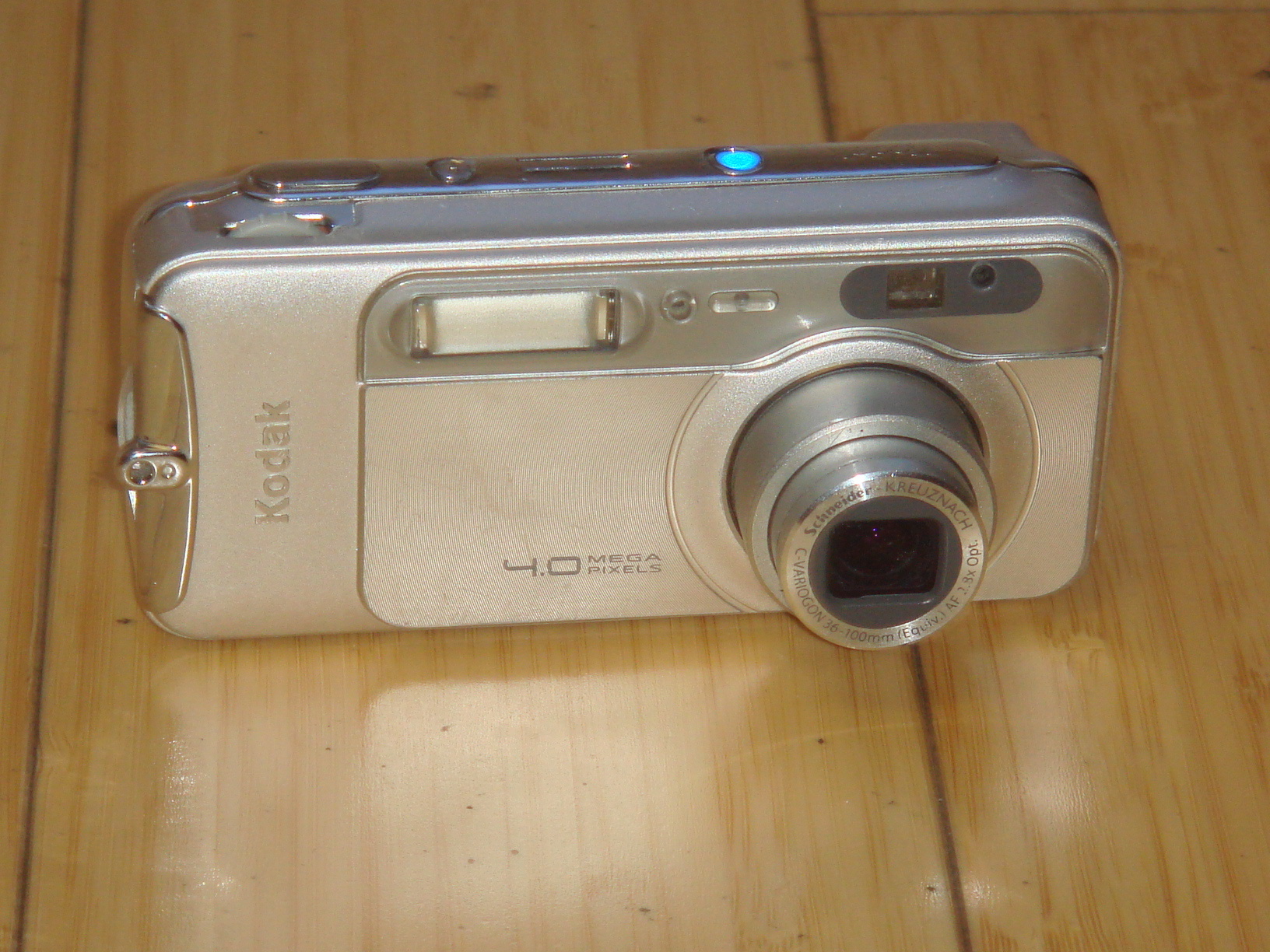
للمقارنة كاميرا التصوير الرقمية العادية (المدمجة) تستخدم شباك معاينة منفصل اعلى العدسة

## الاختلاف الرئيسي عن الكاميرات الرقمية العادية (المدمجة)
1- تستخدام نظام بصري (مرأة وموشور وعدسة عينية) لمعاينة المشهد قبل الالتقاط بدلا من مشاهدته على الشاشة.
2- تستخدام النظام الميكانيكي في فتح وغلق مسار الضوء أثناء التقاط الصورة فيما يسمى الغالق وليس تشغيل وايقاف الحساس.
3- مكونة من وحدتين أساسيتين هي جسم الكاميرا ووحدة العدسات حيث يمكن تبديل العدسة لعدسة زاوية كبرى أو عدسة التكبير .
ومع أن هذه التقنية هي الأقدم والتي استخدمت في الكاميرا الفلمية إلا أنها توفر الأداء الأعلى عن الكاميرات الرقمية العادية (المدمجة) لكن يعيبها ارتفاع السعر والوزن والتعقيد في التصميمة والاستخدام لذلك هي مخصصة للمحترفين.

صورة مقطعية لآلة تصوير رقمية ذات عدسة أحادية عاكسة (Digital SLR)

 وتوجد أنواع متقدمة من الكاميرات الاحترافية يمكن من خلالها الحصول على صورة سينمائية

## مسار الضوء داخل الكاميرا
يمر الضوء عبر مجموعة العدسات إلى داخل الكاميرا حيث تقوم مرآة بعكس الاشعة في اتجاه الموشور الذي يقلب الصورة ويصحح مسارها إلى العدسة العينية.
الصورة المقطعية للكاميرا تبين المكونات البصرية :و تظهر كيفية مرور الضوء خلال مجموعة العدسات (1)، ويعكس بواسطة المرآة (2)، ثم يسقط الضوء على شريحة التركيز (5). وعن طريق عدسة مجمعة (6) والانعكاسات الداخلية في موشور خماسي (7) تظهر الصورة خلال فتحة العين (8). عند التقاط الصورة، تتحرك المرآة باتجاه السهم، ويفتح مصراع آلة التصوير (3) عارضا الصورة على المجس الحساس (4) بالضبط كما تعرض على شاشة التحديد.

## تاريخ آلة التصوير الرقمية
- في معرض فوتوكينا سنة 1986 م، أصدرت شركة نيكون آلة التصوير نموذجية غير رقمية أطلق عليها (Nikon SVC) تعتبر هي آلة التصوير التي انطلق منها تصنيع آلات التصوير الرقمية ذات العدسة الأحادية العاكسة. وتشترك في عديد من المواصفات مع (N8008).
- في سنة 1991 أصدرت شركة كوداك أول آلة تصوير رقمية ذات عدسة أحادية عاكسة تجارية وهي (Kodak DCS-100). وهي عبارة عن نسخة معدلة لتصميم (Nikon F3). وتستطيع آلة التصوير التقاط صور بجودة 1.3 ميغا بكسل (1280 في 1024) وهي تحتوي على قرص صلب خارجي وكانت قيمتها 30,000 دولار أمريكي تقريباً. تم لاحقاً إصدار (DCS-200) التي تحتوي على قرص صلب مدمج.
- خلال العقد اللاحق تم تصنيع العديد من آلات التصوير الرقمية ذات العدسة الأحادية العاكسة عبر شركات متنوعة مثل كانون، نيكون، كوداك، بينتاكس، اولمبس، كونيكا مينولتا، فوجي فيلم وسيغما بدقة وضوح أكبر وأسعار أقل.
- في يناير 2000, أصدرت شركة فوجي فيلم أول آلة تصوير رقمية ذات عدسة أحادية عاكسة وهي (finepix S1-pro) التي كانت بسعر معقول وتم تسويقها لغير المحترفين.
- في 2003 أصدرت شركة كانون آلة تصوير(EOS 300D) ذات ال 6.3 ميغا بكسل - تعرف في الولايات المتحدة باسم (Digital Rebel) وكانت قيمتها أقل من 1000 دولار أمريكي. وكانت شعبيتها خصوصاً في الصحف والمصورين الهواة شجع باقي الشركات على تصنيع آلات التصوير(DSLR) بأسعار معقولة لإعطاء عدد أكبر من الناس باستخدام هذه النوعية من آلات التصوير الرقمية.
- أصدرت شركة كانون في سنة 2005 آلة التصوير EOS 350D (Digital Rebel XT) ذات ال 8 ميغا بكسل تلتها EOS 400D (Digital Rebel XTi) ذات ال 10 ميغا بكسل في عام 2006.
- في فبراير 2006 أصدرت كوداك آلتي تصوير(DCS 14 N) و(DSC 14 C) حيث كان كلا آلتين التصوير مرتفعي الثمن وغير حساستين بشكل كبير ولذلك تم ايقاف التصنيع. بعد فترة قصيرة أصدرت شركة كونيكا مينولتا آلتي تصوير SLR رقمية وهم (5D) و(7D) ولكن تم بيع الشركة ل سوني التي قامت بتعديل آلتي التصوير من خلال علامة(alpha).

## مقارنة بين آلات التصوير
آلات التصوير الرقمية التي لا تحتوي على عدسات أحادية عاكسة هي صنفين:
- آلات التصوير المتشبهة بآلات التصوير الرقمية ذات العدسة الأحادية العاكسة (SLR-like) أو (prosumer).
- آلات التصوير الرقمية المدمجة.

## آلات التصوير المتشبهة
تعتبر شبيهة من حيث التصنيع بآلات التصوير الرقمية ذات العدسة الأحادية العاكسة غير أن الصور التي تعرض على الشاشة تكون منشأة رقمياً وتكون الوانها غير الألوان الطبيعية في حين أن آلات التصوير الرقمية ذات العدسة الأحادية العاكسة تعرض الصورة الحقيقية على الشاشة. بالإضافة إلى أنها تعرض الصورة في نفس الوقت بعد الاتقاط غير أن آلات التصوير المتشبهة لا تعرض الصورة مباشرة على الشاشة.

## آلات التصوير الرقمية المدمجة
في العادة يتم تشغيل هذا النوع من آلات التصوير بسهولة عبر مد ذراعك والتقاط الصورة من خلال شاشة الكريستال السائل. وكما في آلات التصوير المتشبهة لا تستطيع تركيب عدسات خارجية ويستثنى من هذا كل من كاميرة (Epson R-D1) وكاميرة (Leica M8).
معظم آلات التصوير الرقمية المدمجة تحتوي على ميزة التقريب التي تغطي أكثر مجالات الاستخدام العادية. وتعتبر ابطئ من آلات التصوير الرقمية ذات العدسة الأحادية العاكسة بكثير وهذا يعتبر عيب كبير عند التقاط الصور التي تحتوي على حركة سريعة مثل الحياة البرية والرياضة والمدة بين إطلاق مصراح آلة التصوير والتخزين. بالإضافة إلى انها تعطي صور قليلة الجودة في الإضاءة الخافتة على عكس آلات التصوير الرقمية ذات العدسة الأحادية العاكسة التي تعطي صور ذات جودة عالية.

## المصنعين
تعتبر حالياً كل من شركتى كانون ونيكون أكبر مصنعين أصناف من آلات التصوير الرقمية ذات العدسة الأحادية العاكسة مصممة لكل من المحترفين والهواة وتتنافس معهم كل من سوني وسامسونغ وفوجي فيلم وأغلب المصنعين.